# Acústico MTV: Moraes Moreira
Acústico MTV: Moraes Moreira é um álbum ao vivo do cantor e compositor brasileiro Moraes Moreira, gravado para a série Acústico MTV em 6 de junho de 1995 no Music Hall, São Paulo, e posteriormente lançado em LP, K7, CD, VHS e mais tarde em DVD.

## Lista de faixas

#### CD
1. Meninas do Brasil
2. Pão e Poesia
3. Brasil Pandeiro
4. Arco-Íris
5. Acabou Chorare
6. Mistério do Planeta
7. Forró do ABC / Forró de Zé Tatu
8. Pernambuco é Brasil
9. Cidadão
10. De Noite e De Dia
11. Lá Vem o Brasil Descendo a Ladeira
12. Coisa Acesa
13. Pombo Correio / Festa do Interior
14. Vassourinha Elétrica
15. Preta Pretinha

#### DVD
1. Canta, Brasil
2. Preconceito
3. Acabou Chorare
4. Meninas do Brasil
5. Pão e Poesia
6. Lá Vem o Brasil Descendo a Ladeira
7. Arco-Íris
8. Mistério do Planeta
9. Brasil Pandeiro
10. Forró do ABC / Forró de Zé Tatu
11. Pernambuco é Brasil
12. Cidadão
13. Preta Pretinha
14. Pombo Correio / Festa do Interior
15. Vassourinhas

## Créditos
- Moraes Moreira - voz e violão
- Rodrigo Campello - pedal steel
- Papito - baixolão
- Agostinho Silva - acordeão
- Cássio Cunha - bateria
- Carlinhos Ogan - percussão
- Carlos Eduardo Moreno e Ricardo Amado - violinos
- Jadenir Lacorte - viola
- Marcus Ribeiro - violoncelo
- Vittor Santos - trombone